# Мики Смит
Мики Смит (енгл. Mickey Smith) измишљени је лик у британској научнофантастичној телевизијској серији Доктор Ху. Њега тумачи британски глумац Ноел Кларк и био је први телевизијски тамнопути сапутник у серији. Лик је представљен као обични дечко из радничке класе Роуз Тајлер (Били Пајпер), лондонске продавачице која постаје сапутница Деветој и Десетој инкарнацији ванземаљског Господара времена познатог као Доктор. Мики се први пут појављује у првој епизоди оживљавања из 2005. године, „Роуз”. У почетку неко ко се бори суочен са опасношћу, Мики се ипак понаша као земаљски савезник Доктора и Роуз. У другом серијалу придружује се пару као други Докторов сапутник, иако одлази током серијала из 2006. да би наставио своје пустоловине. Враћа се да помогне Доктору и Роуз у завршници серијала касније те године, а затим поново у завршници из 2008. „Крај путовања”, као и краткотрајно 2010. у испраћају Десетог Доктора у епизоди „Крај времена − Други део”.
Извршни продуцент Расел Т. Дејвис створио је лик Микија заједно са Роузином мајком Џеки (Камил Кодури) како би Роуз обезбедио кућни контекст. Сумњиве црте личности лика су постале очигледне; и Дејвис и Кларк су постулирали да је лик „заслужио да изгуби девојку”. Иако је Кларк осећао да је његов лик у почетку био „кловн”, уживао је у прилици да сазре Микија у јуначкији лик у својим каснијим наступима. Телевизијски коментатори су уопштено позитивно реаговали на овај раст лика. Године 2007. интернет-страница за забаву и медије Digital Spy га је истакла као „култну икону сајта”.

## Појављивања

### Телевизија
Мики Смит се први пут појавио у премијерној епизоди поновног покретања серије из 2005. године, „Роуз”. Када је Микијева девојка Роуз Тајлер (Били Пајпер) почела да истражује тајанственог ванземаљца познатог као Доктор (Кристофер Еклстон), Микија је ухватила ванземаљска нестенска свест од које је створен његов живи пластични факсимил („Отонац”). Мики, престрављен открићем да ванземаљски живот постоји, не успева да задиви Доктора који само позива Роуз да му буде сапутница у времену и простору. У години пошто је Роуз побегла са Доктором, Мики постаје главни осумњичени за Роузин нестанак и због тога постаје узнемирен. Међутим, он помаже пару да порази Слитинце, породицу ванземаљских злочинаца. Користећи своје вештине рачунарског хаковања, он командује војном ракетом харпун коју циља на Даунинг стрит 10 да побије Слитинце. Мики тада одбија позив Доктора да се придружи њему и Роуз у ТАРДИС-у. Много млађи Мики, кога игра Кејси Дајер, накратко се појављује када је Роуз покушала да промени своје детињство у „Оцима”. У „Граду праска”, Мики се касније сусреће са Доктором, Роуз и новим сапутником капетаном Џеком (Џон Бароуман) у Кардифу где им помаже да осујете заверу Слитинаца. У последњој епизоди серијала „Раздвајање путева”, када је Роуз остала заглављена код свог дома на имању Пауел, Мики користи камион за спасавање да би отворио ТАРДИС-ову конзолу кроз коју Роуз може да упије временски вртлог и спаси универзум од инвазије мрских мутаната ванземаљаца Далека.
Пошто је истражио случај могуће ванземаљске активности на Земљи, Мики упозорава Доктора и Роуз на чудна дешавања у школи коју води директор Лукас Финч (Ентони Хед) у „Школском сусрету”. Упознавши Докторове бивше сапутнике, истраживачку новинарку Сару Џејн Смит (Елизабет Слејден) и пса робота К9, Мики почиње да себе доживљава негативно попут К9 у односу на Сару Џејн: „лименог пса”. У завршници епизоде, Доктор коначно узима Микија као свог сапутника. Појављује се у наредне три епизоде „Девојка у камину” и дводелној „Успон Киберљуди”/„Челично доба” где њих троје завршавају у паралелном свету у коме су злобни, безосећајни Киберљуди управо измишљени. Тамо Микија погрешно сматрају његовим двојником из паралелног универзума „Рикијем Смитом”, вођом групе људског отпора под називом Проповедници. У завршници приче, након Рикијеве смрти, Мики одлучује да остане у паралелном свету како би се бринуо о паралелној варијанти своје баке (Мона Хамонд) и борио се против Киберљуди. Микијева бака је мртва у његовом универзуму. Међутим, Мики се изненађујуће поново појављује у завршним епизодама „Војска духова” и „Судњи дан” где попут Киберљуди, он и његов колега проповедник Џејк Симондс (Ендру Хејден-Смит) могу да пређу Празнину у наш свет. Тамо помажу Доктору да одбије истовремене инвазије Далека и Киберљуди. У завршници епизоде Мики се враћа у паралелни свет, овог пута са Роуз која је такође тамо заробљена.
Мики се поново враћа у епизоди четвртог серијала „Крај путовања” (2008) заједно са Џеки. Заједно са многим другим епизодним ликовима, дошли су да помогну Доктору да победи Давроса (Џулијан Блич), творца Далека. Мики и Џеки спасавају Сару Џејн од напада Далека, а њих троје се потом предају другим Далецима како би били одведени у далечки штаб, свемирски брод Крусибл. Тамо удружују снаге са капетаном Џеком. Пошто је Дона (Кетрин Тејт) победила Давроса, Мики је један од неколико бивших сапутника који пилотирају ТАРДИС-ом. У завршници епизоде, Мики одбија да се врати у паралелни универзум јер, пошто је раскинуо са Роуз и својом преминулом „паралелном” баком, не може да нађе разлог да се врати – у ствари, он каже Доктору: „Нисам глуп, могу да смислим шта ће се даље десити”, очигледно схватајући да ће Роуз завршити са метакризним Доктором. Напуштајући ТАРДИС, прати Џека и Докторову бившу сапутницу, службеницу УНИТ-а Марту Џоунс (Фрима Еџимен). Мики се затим накратко појављује у последњој епизоди Десетог Доктора, „Крај времена − Други део“ (2010), када Десети Доктор на самрти посећује све своје сапутнике и спасава сада венчане Микија и Марту, „слободне ловце на ванземаљце”, од сонтараначког снајперисте.

### Онлајн медији
Мики се често појављивао у електронској литератури и видео снимцима на интернет страници BBC-ја. Ове интернет странице су „у универзуму”, односно део игре алтернативне стварности смештене у оквиру серије. Упоредо са серијалом из 2005, Мики је водио интернет страницу за теоретичаре завере „Ко је Доктор Ху?” (први пут представљене у епизоди „Роуз”). Међутим, у серијалу из 2006. интернет страница је постала „Одбрана Земље”. Обе су приказивале видео снимке Кларка као Микија, обавештавајући гледаоце о чињеницама о серији или уводећи „задатке” који би се играли у онлајн Macromedia/Adobe Flash играма. Неколико Микијевих уноса на блогу везано је за свеобухватни лук приче о Торчвуду, приказујући пресретања од стране института Торчвуд. Игре укључују везе са заплетима епизода из серијала 2006. као што су „Зуб и канџа” и „Плаши је се”.
Кларк је такође глумио Микија и Рикија Смита у неколико интернет „ТАРДИС-ода”. Ово су биле вебизоде и мобизоде од 60 секунди (доступне онлајн и путем мобилних телефона), које су емитоване тек 2006. године. За ТАРДИС-оду за „Школски сусрет”, Мики истражује виђења НЛО-а онлајн када га је блокирало обавештење које се односи на Торчвуд, што га је подстакло да позове Роуз да испита. У наставку ТАРДИС-оде за „Успон Киберљуди”, Рики Смит је виђен како гледа поруку послату свим Проповедницима, поново на свом лаптопу.

### Књижевност
Мики се појављује у једном роману Новог низа авантура поред Доктора и Роуз, Победник узима све (2005), као и два романа Десетог Доктора Камена ружа и Гозба утопљеника. Радња ових романа је смештена пре него што се Мики придружио Доктору и Роуз као сапутник у епизоди „Школски сусрет”. Мики се појављује као централни лик у приповеци „Прича о Микију”, из серијала Досије Доктор Ху који је у тврдом повезу објавио BBC Children's Books. У стрип причи Гарета Робертса „Подстанар” Часописа Доктор Ху, Десети Доктор је приморан да живи са Микијем као подстанар; ова прича је касније адаптирана у истоимену епизоду са Једанаестим Доктором (Мет Смит), при чему је Микијева улога замењена улогом Крега Овенса (Џејмс Корден). У причи из стрипа „Зеленооко чудовиште”, Роуз постаје љубоморна када се прочуло да Мики изненада има неколико девојака Амазонки. Касније се открило да су то биле глумице које је Доктор унајмио у покушају да победи створење које се храни љубомором која је запоседнуло Роуз. У текућем низу стрипова Деветог Доктора, неконвенционална прича приказује Микија Смита из времена пошто је видео како Десети Доктор одлази да се регенерише, примораног да се носи са тајанственим догађајима у Сан Франциску уз помоћ Деветог Доктора. Током ове приче, Мики води рачуна да спречи да га Роуз или Девети Доктор виде у присуству његове супруге Марте, с тим што се имплицира да је овај призор онога што ће Мики постати утицао на боље мишљење Десетог Доктора о њему након своје регенерације.

## Развој
Прихватајући улогу, Ноел Кларк прокоментарисао је да је „морао да има много вере” у извршне продуценте Расела Т. Дејвиса и Џули Гарднер јер је сматрао да серија није била високог квалитета у време свог претходног отказивања. Мики је осмишљен заједно са Роузином мајком Џеки како би истражио питање ко остаје на Земљи након што сапутник напусти планету да би путовао са Доктором. Расел Т. Дејвис је створио ова два лика и често им се враћао како би Роуз учинио „стварном” и „дао јој живот”. Док је Били Пајпер која је играла Роуз сматрала да је лик Роуз био „немилосрдан” у напуштању елемената из њеног породичног живота, Кларк је прокоментарисао да сматра да би било ко урадио исто, наводећи „није она стварно крива”. Осећао је да се Роузина веза са Микијем састоји у томе што она „седи на каучу и гледа га како гледа фудбал”. Ретроспективно гледајући епизоду „Роуз” из 2009. Дејвис је препознао Микијеву карактеризацију као „природно себичну” — на исти начин на који препознаје многе своје ликове — доводећи у питање његове „тајанствене мејлове” и чињеницу да „напушта Роуз због фудбала у пабу”. Он указује да је лик „од самог почетка заслужио да изгуби девојку”. Кларк је сматрао да се лик Микија није много допао гледаоцима у првом серијалу, признајући да је своју улогу видео као лика у дечјем програму.
Након продукције првог серијала, Дејвис је извео Кларка и Кодуријеву на вечеру да разговарају о својим уговорима за други серијал. Дејвис је открио да је Кларк био узбуђен због Микијевог развоја у другом серијалу, посебно што је имао прилику да носи велики пиштољ и да буде акциони јунак. Кларк је приметио да је био „задивљен” сценаријима за други серијал јер је сматрао да је Мики раније повремено био написан као „будала”. Осећао је да је лик постајао „напредно храбрији” током серије и да га је као глумца испуњавало то што су људи којима се раније није свиђао рекли „како сада воле овог момка”. Микијев лик је виђен како се придружује Доктору и Роуз као сапутник, постајући заузврат први пратилац етничке мањине у серији. Били Пајпер је објаснила да је то у почетку узнемирило Роуз јер „воли да свој живот држи одвојено” и „жели Доктора за себе јер је таква себична”. Тенант је изјавио да својим поступцима Мики „зарађује своје место на ТАРДИС-у”. Кларк је изјавио да не жели да се усредсреди на свој статус првог сапутника из етничке мањине у серији, наводећи „чињеница да сам ја тамнопути глумац није поента, ја сам пре свега глумац”. Међутим, сматрао је да је то дало позитиван ефекат јер млади обожаваоци другачијег етничког порекла више не морају да буду чудовиште или ванземаљац када играју улоге у серији.
„Успон Киберљуди” и његова интернет ТАРДИС-ода, смештени у паралелни универзум, представљају Микијевог двојника Рикија Смита. Кларк је изјавио да је уживао у прилици да игра „мачо, грубу варијанту лика” и да игра два различита лика. Међутим, објаснио је да је сцене у којима су били и Мики и Рики било тешко снимити јер су укључивале рад на зеленом платну и потребу да сними део сваког лика посебно. Избрисана сцена из „Челичног доба” указује да је Рики првобитно требало да буде у хомосексуалној вези са својим саборцем Џејком. Сцена, укључена у DVD издање другог серијала, приказује Џејка како говори Микију да не може да замени Рикија јер „никада неће имати другог дечка као што је он”. Након Микијевог појављивања у епизоди „Крај путовања”, продукцијска екипа је хтела да се Кларк придружи спиноф серији Торчвуд у трећем серијалу 2009. године, али га је каријера одвела на друго место. Размишљајући о свом времену у Доктору Хуу 2010. године, Кларк је изјавио да је био задовољан развојем свог лика током серије. Он коментарише да се Мики током свог појављивања развија од „кловна” у „неког са мало више оштрине и мало више стрњике”.

## Пријем
Чарлс Мекграт из The New York Times-а описао је Микија у епизоди „Роуз” као Роузиног „добронамерног, али будаластог дечка”. У свом осврту на епизоде „Ванземаљци из Лондона” и „Трећи светски рат” Грејам Берк и Роберт Смит су похвалили развој лика наводећи да „до тренутка када се суочи са Слитинцем у свом стану, наоружан само бејзбол палицом... желите да постане редовни сапутник”. Аутори су сматрали да је лик „величанствено порастао” до тренутка свог привременог одласка у другом серијалу, позитивно оценивши његов лук „од нуле до јунака” у светлу његовог статуса првог сапутника етничке мањине у телевизијској серији. У „Војсци духова”/„Судњем дану” тврде да је лик „коначно... кокетан, паметан и полетан”.
Асан Хак из IGN-а похвалио је додавање Микија као сапутника у „Девојци у камину”, написавши да он „додаје нови осећај открића у серију јер публика може лако да схвати његов осећај страхопоштовања и његово заразно узбуђење због боравка на свемирском броду”. Хак је такође био позитиван у вези са Микијевим развојем у „Успону Киберљуди” када је пронашао свог двојника из паралелног универзума и своју баку живу у паралелном универзуму пошто је Хак сматрао да су се раније „увек према њему опходили као према замењивом комичном лику који нема везе са причом”. У рецензији за следећу епизоду, „Челично доба”, Хак је веровао да је епизода „вредна гледања” да би се видело како Мики „коначно [прави корак у напред] и проналази сврху” и постаје јунак. Бен Росон-Џоунс са веб-сајта Digital Spy истакао је Микија као „култну икону сајта”, хвалећи његов развој у јунака.
Године 2015. Мајкл Хоган из The Daily Telegraph-а критиковао је опште приказивање мушких сапутника у Доктору Хуу. Он је описао Микија, поред Рорија Вилијамса (Артур Дарвил) и Денија Пинка (Самјуел Андерсон), као „у суштини сочне, слатке, помало досадне парњаке далеко надмоћнијим женама”.

## Напомена
1. ↑  Иако је Мики постао сапутник у другом серијалу Доктора Хуа, неки извори сматрају Марту Фриме Еџимен (уведену у трећем серијалу) као „прву сапутницу из етничке мањине” на основу тога што је била главна Докторова сапутница.[25]